# Днепровское (конструкторское бюро)
Конструкторское бюро «Днепровское» (укр. Конструкторське бюро «Дніпровське»; до 1972 года — ОКБ-933) — советское, после 1991 года — украинское государственное предприятие. Разработчик технических средств радиолокационных станций систем Ракетно-космической обороны. Относится к предприятиям, имеющих стратегическое значение для экономики и безопасности Украины.

## История
Конструкторское бюро «Днепровское» основано как Отдел главного конструктора (ОГК) в составе завода № 933 (предприятие п/я № 192). Приказом министра вооружения СССР Д. Ф. Устинова от 4 июня 1952 главным конструктором завода 933, руководителем ОГК назначен Михаил Иванович Симонов.
С 1957 года — Особое Конструкторское бюро завода 933 (ОКБ 933); с 1966 года — Особое Конструкторское бюро Днепропетровского завода радиорелейных приборов (ОКБ ДЗАРП) на самостоятельном балансе с правом юридического лица (предприятие п\я Р-6199); с 1971 года — Конструкторское бюро Днепровского машиностроительного завода (КБ ДМЗ), юридическое лицо (предприятие п/я Г-4135), административное подчинение ЦНПО «Вымпел» МРП СССР; с 1988 года — Конструкторское бюро «Днепровское» в составе ЦНПО «Вымпел».
В 1991 году КБ «Днепровское» вошло в состав Министерства машиностроения, военно-промышленного комплекса и конверсии (ВПК) Украины. С ноября 1995 г. в составе Государственной Акционерной холдинговой компании «Днепровский машиностроительный завод» (ГАХК «ДМЗ»). В настоящее время — акционерное общество Конструкторское бюро «Днепровское» (АО КБ «Днепровское»).

### Направления деятельности
Основной задачей Конструкторского бюро при его создании являлось научно-техническое обеспечение деятельности завода 933 (ДМЗ) при выполнении заказов тематики Третьего Главного управления (ТГУ) при СМ СССР, затем — Войск противоракетной и противокосмической обороны (4-е ГУМО СССР).
Конструкторское бюро являлось головным научно-техническим предприятием Производственного объединения Днепровский машиностроительный завод ЦНПО «Вымпел», Министерства радиопромышленности СССР (МРП СССР), разработчиком конструкторской документации на технические средства информационных систем Ракетно-космической обороны (тематика генеральных и главных конструкторов Кисунько Г. В., Минца А. Л., Савина А. И. Расплетина А. А., Слоки В.К.), радиоэлектронного оборудования линейных ускорителей элементарных частиц «Московская мезонная фабрика» и «Хризантема» (тематика академика Харитона Ю. Б.) и других наукоемких проектов оборонного и промышленного назначения, товаров народного потребления (см. КБ Днепровское. Памятные даты, более пяти тысяч событий)
```
В период конверсии военного производства — разработчик аппаратуры телекоммуникационной системы цифровой связи ЭАТС-ЦА С-32 и системы цифровой коммутации «ДНІПРО».
```

```
КБ было головным предприятием МРП СССР:
```

— по системам автоматизированного проектирования (САПР) высокого уровня, разработчиком уникальной САПР аппаратуры цифровой обработки информации РЛС стратегических информационных систем ВКО (САПР «Днепр»);
— разработчиком инновационной модели функционирования предприятий ВПК, работающих по конструкторской документации Главного конструктора (КД ГК).
Конструкторское бюро «Днепровское» является держателем подлинников конструкторской документации (более семи миллионов единиц хранения) на радиоэлектронную аппаратуру РЛС и других технических средств, находящихся в эксплуатации.
Тематическая направленность деятельности завода 933, при его создании установлена ТГУ — изготовление уникальной радиоэлектронной аппаратуры (РЭА) РЛС ЗРК ПВО, в частности ЗРК «Беркут» Системы ПВО г. Москвы.
Основной задачей Отдела Главного конструктора на этом этапе являлась адаптация конструкторской документации (КД), разрабатываемой головными НИИ, к технологическим возможностям завода и научно-техническое сопровождение производства РЭА. Исходя из этого, была сформирована структура ОГК и его кадровый состав. Первичное формирование трудового коллектива осуществлялось на базе специалистов, направленных в КБ по переводу из ведущих предприятий отрасли (Москва, Ленинград, Горький, Казань, Пермь, Тула, Ижевск, Свердловск и др.), а также выпускников профильных учебных заведений страны. Первыми руководителями — основателями ОГК были главный конструктор завода М. И. Симонов и его заместители Е. А. Мамонтов, Б. Н. Константинов, А. А. Чернышев, В. А. Кутумов.
С 1956 года, Постановлениями Правительства завод 933 и Конструкторское бюро определяются базовыми предприятиями отрасли по разработке конструкторской документации и производству аппаратуры информационных средств (РЛС) Систем ПВО, ПРН, ПРО, ККП, ПКО. Вновь создаваемые РЛС Систем ВКО являлись масштабными, пионерскими единичными проектами. Заводу, который изначально создавался, как производство серийного типа, ставится задача вести изготовление единичной, наукоёмкой РЭА, идущей на вооружение Войск ПВО, по безлитерной конструкторской документации (см. раздел Конструкторская документация главного конструктора) не прошедшей этапов отработки, предусмотренных нормативной документацией (МН СЧХ, ГОСТ-В, ГОСТ ЕСКД). Высокая степень неопределенности получения требуемых параметров при изготовлении уникальных образцов радиоэлектронной аппаратуры в установленные (директивные) сроки накладывало на Конструкторское бюро особую ответственность за доводку, изготавливаемой заводом аппаратуры, до получения заданных технических требований. Это исключительное, и постоянно действующее обстоятельство, требовало в каждом случае, для каждого проекта (РЛС) разработки локальных мер технического, организационного и экономического характера, позволявших снизить риски при изготовлении первых (часто единственных) образцов аппаратуры. Впоследствии эта особенность потребовала разработки системной инновационной модели взаимодействия разработчиков технических средств (НИИ, КБ), предприятий промышленности и Генерального заказчика (МО) при создании информационных средств ВКО.
Первой значимой работой коллектива ОГК было успешное освоение в производстве аппаратуры уникальной РЛС Б-200, первого в мире зенитно-ракетного комплекса «Беркут» (С-25) — мощного передающего устройства ГИМ-3, аппаратуры целеуказаний (координатно-вычислительных устройств) и аппаратуры питания. Специалисты ОГК приняли участие в монтаже аппаратуры на объектах дислокации РЛС, при огневых испытаниях комплексов на полигоне (Капустин Яр) и создании «Ремзавода системы С-25». За успешную реализацию проекта С-25 четыре сотрудника ОГК отмечены правительственными наградами. Главный конструктор завода М.И Симонов удостоен высшей государственной награды — ордена Ленина.
Особым периодом в становлении ОКБ было конструкторское обеспечение изготовления заводом станций орудийной наводки СОН-9, СОН-9А. Комплексы СОН являясь многоцелевыми РЛС, в структурном плане содержали весь спектр устройств современной радиотехники и узлы точной механики. Это стало определяющим фактором в формировании структуры технологических мощностей завода и состава специалистов научно-технического сопровождения производства, организационной структуры Конструкторского бюро. В составе КБ были образованы отраслевые лаборатории передающих, приемных устройств, СВЧ-трактов, систем управления, питания и конструкторские подразделения, сформирован состав специалистов необходимого профиля, оснащены рабочие места испытательных лабораторий, созданы стационарные имитирующие комплексы аппаратуры РЛС. Структура ОКБ, созданная под выполнение задач производства РЛС СОН стала основополагающей на значительный период времени.
До вхождения завода и Конструкторского бюро в состав Центрального научно-производственного объединения «Вымпел» (1970 г.) заводу поручались работы по изготовлению радиоэлектронной техники различного назначения малой повторяемости, в том числе не входящей в тематику ТГУ (РТВ ПВО, АСУ РВСН, РРС и др.), конструкторское обеспечение которых возлагалось на КБ. Незначительные количества изготовляемых экземпляров изделий негативно влияли на эффективность использования производственных возможностей завода, но разноплановость конструкторских решений различных разработчиков этой техники существенным образом совершенствовала технологические мощности производства и обогащала знания и опыт конструкторских и технологических подразделений завода. За десятилетний период работы (1952—1962 г.г.) специалисты ОКБ обеспечили освоение, изготовление и поставку Заказчику аппаратуры всего спектра радиолокационной техники различных областей применения в широком диапазоне частот. Это передающие устройства РЛС ЗРК и РТВ (ПВО), РЛС ПРО, передающие и приёмные устройства РЛС СПРН, передающую и приёмную РЭА комплекса ИС-УС (ПКО), передающие устройства РЛС СККП «Кама», СВЧ-тракты, армейские тренажеры боевых расчетов ЗРК ПВО, средства радиорелейной связи и др. (см. КБ Днепровское. Памятные даты).
Информационной основой вновь создаваемых систем Ракетно-космической обороны (РКО) являлись радиолокационные станции (РЛС) дальнего обнаружения, которые в силу своего предназначения создавались как единичные комплексы, к которым предъявлялись уникальные технические требования.
На момент разработки радиолокатор и его ключевые элементы были средоточием последних достижений научной и инженерной мысли. Их материализация требовала разработки новых технологий, создания новых производств и строительства новых заводов.
Вместе с тем, разработка конструкторской документации на технические средства РЛС велась в условиях жестких ограничений по времени. Это обстоятельство не позволяло проводить НИОКР в рамках требований ГОСТ и осуществлять проверку опытных образцов РЭА при её разработке, что обуславливало высокую степень неопределенности (риска) получения требуемых параметров при промышленном изготовлении многих тысяч составных частей РЛС по документации «с кульмана». Завершение НИОКР по каждой составной части вынуждено совмещалось с промышленным изготовлением штатной аппаратуры, необходимостью её совершенствования (доработке) до получения заданных технических параметров и корректировки документации.
Эта, в высшей степени ответственная работа «научить аппаратуру работать», получившая безликое название — «освоение новой техники», была основной задачей Конструкторского бюро в начальный период изготовления радиоэлектронной аппаратуры информационных систем РКО и, в дальнейшем, научно-технической проблемой по снижению уровня рисков при новых разработках с применением автоматизированных систем разработки.
Успешное освоение уникальной радиолокационной техники, тесное взаимодействие с разработчиками технических средств, эксклюзивный опыт проведения стыковочных работ на объектах дислокации РЛС, а также сотрудничество с предприятиями, участвовавшими в создании уникальных проектов и представительствами Заказчика, способствовали быстрому накоплению опыта и признанию специалистов КБ в профессиональной среде. Это позволило начать разработку документации на РЭА РЛС вместе с головными НИИ по тематике (Минц А. Л., Кисунько Г. В., Савин А. И., Расплетин А. А.,), а затем стать в ряд ведущих разработчиков технических средств РЛС систем РКО (см. КБ Днепровское. Памятные даты).
По тематическому признаку в составе КБ были сформированы подразделения, которые обеспечивали основные направления деятельности предприятия: разработка КД на РЭА РЛС, отработка документации в процессе изготовлении аппаратуры, сопровождение производства на заводах-изготовителях и монтажно-стыковочных работах на объектах дислокации и технического сопровождения эксплуатации РЛС.
Типичными подходами в создании изделий радиоэлектронной техники была первичность схемотехнических решений, обеспечивающих реализацию заданных технических требований. Конструкторские решения для первых поколений РЛС, являлись в известной степени, «упаковкой радиоэлектроники». Во взаимодействии структур, участвовавших в разработке РЭА, ведущими были разработчики аппаратуры (лаборатории), ведомыми — конструкторские отделы.
К середине 1970-х годов в КБ создали научно-исследовательские отделения (НИО), в том числе отделение, ведущее разработку комплексов цифровой обработки радиолокационных сигналов и средств автоматизации проектирования РЭА. Научно-технический уровень и квалификация работников КБ, спектр выполняемых работ и организационная структура предприятия достигли уровня ведущих НИИ отрасли.
К этому времени были сформированы основные направления (школы) разработки аппаратуры всего состава технических средств РЛС.
Передающие устройства РЛС:
Импульсные генераторы:
- малой и средней мощности (0,1-0,5 МВт) — РЛС ПВО, модернизация РЛС ЗРК С-75, С-125, С-200, модернизация РЛС ККП «Кама», РЛС ККП «Крона», РЛС СПРН «Атолл», модуляторы накачки лазерных устройств большой мощности (Макаров А. Г., Строгецкий П. И., Василевский В. М., к.т. н., Гусак Г. Н., Жидков С. М., Бурликов П. А., Семенов Л. В., Кругляков Ю. Н., Портной В. М., Часов В. Ф., Друзь В. Б.);
- средней мощности (1,0-10 МВт) — РЛС СПРН «Днепр», ПКО — Темы «Аист-Агат», УС-КМО — БШГ (Старосельский П. Н., Письменецкий Ю. И., Попов П. В., Лукин Г. Ф., Терехов В. Ф., Друзин К. В., Кравец А. Г., Кожедуб Э. М.);
- сверхмощные генерирующие устройства (до 100 МВт) — РЛС системы ПРО А-35 «Тобол-Енисей», РЛС ПРО «Аргунь», «Неман», «Руза», комплекс «Гарпун» (Вдовин С. С., Курочкин Н. Г., Хазанов А. А., Левченко В. Д., Попов Н. А., Гончаров Г. Н., Костржицкий В. К., Соколова М. А., Гончаров В. А., Архипов Н. А., Дзодзаев А. В., Шкуренко В. Я.);
- передающие модули ФАР РЛС «Дон-2Н», «Дарьял», «Волга» (Письменецкий Ю. И., Тарасов В. В., Изюмский Н. П., Самойленко И. Г., Лысоконь В. В., Авдеев В. М., Ерин О. Е.);
- источники импульсного питания (модуляторы) передающих устройств РЛС ПРО, СПРН: импульсные трансформаторы (Вдовин С. С., д.т. н., Бушуев Ю. А., Лукин Ю. Г., Рылов И. М.);
- источники вторичного питания РЭА РЛС (Яшин В. М., Кишкин В. А., Кульчицкий А. П., Кривой А. С., Неруш К. А., Лукьянов Е. К., Мотягин О. П., Мирошников В. В., Пясецкий С. В., Малик С. Г.).

Устройства канализации СВЧ-энергии передающих устройств большой мощности (Федоткин М. Я., Куценко Г. П. (будущий заместитель министра Радиопромышленности СССР), Прудкий В. П., к.т. н., Мирошниченко С. И., Кащенко Ю. С., Косяков А. Ф., Лысоконь В. В., Врублевский В. К., Авдеев В. М., Макадзеба В. А., Мягкий В. М., Вантроба В. Ю., Ерин О. П., Выпханых Э. С., Ватажок А. В.).
Приемные устройства и РЭА отображения и управления РЛС СПРН. ПИА РЛС СПРН «Днепр М», «Дарьял», «Дарьял УМ». РЭА КП радиолокационных узлов СПРН, КВП системы «УС-КМО» (СПРН к/б), ЦИКП системы «ИС-УС», ПКО (Андреев М. С., Тупалов Я. П., Быстров Н. И., Беркут Д. В., Сташенко Е. Н., Балашова Т. К., Солодуненко И. И., Зайцев В. Е., Ходак Ю. Б., Ильяшенко Е. Ф., Василец В. И., Суханов Н. А., Коркострига В. Ф.).
Комплексы цифровой обработки р/л информации (ЦОИ). Комплексы ЦОИ РЛС «Дон-2НП», «Дон-2Н», «Аргунь», «Неман», «Крона», «Руза» (Юрко В. В., Милых М. М., Толдаев В. Г., Накцев О. М., Дербасов А. Б., Морозов В. Г.).
Ферриты в СВЧ-устройствах РЛС. Передающие и приемные устройства РЛС всех систем ВКО (Янкин В. И., Орлова Л. П.).
Устройства охлаждения РЭА, гидросистемы. (Малявкин В. Н., Рябов Г. П., Пугач М. Е., Фартучный П. Г., Кочерга А. П., Поветьев И. А.).
Оборудование рабочих мест наладки РЭА, Нестандартизованные средства измерений (НСИ). РЭА ремонтно-поверительных баз (РПБ) и ремзаводов (РЗ) РЛС Систем ВКО (Гардер В. П., Заика А. Б., Рачков Л. М.).
РЭА в микроэлектронном исполнении. РЛС «Даугава», «Дон-2НП», «Дон-2Н», «Волга» (Корзин Е. Н., Лягушин В. И., Вантроба В. Ю., Лысоконь В. В., Ерин О. Н.).
Конструкторские решения РЭА с учётом специфики построения и условий эксплуатации РЛС. НИКО (Писаренко Г. Ю., Лауреат Государственный премии СССР, Игумнов Н. И., к.т. н., Шишкин Ю. М., Осьмиченко Д. М., Корнев В. И., Зеленина А. М., Пономаренко Н. П.,Яшина Л. М., Филатов М. П., Батаев Б. М., Вяткин В. И., Качушкин А. Ф., Мерешников В. К., Сотолюк М. К., Резчик Н. Г., Фандеев А. Ф., Острась В. А., Фоменко В. А.).
РЭА линейных ускорителей элементарных частиц (ЛУ) «Московская мезонная фабрика», «Хризантема» (Письменецкий Ю. И., Друзин К. В., Кравец А. Г., Шишкин Ю. М., Мирошниченко С. И., Яшин В. М., Кишкин В. А.).
РЭА и системы радиорелейной связи. РРС Р-406ВЧ, Р-416В, Р-416Г (Щегель В. А., Кудряшев В. П., Минко Ю. В., Безбатченко В. А., Симаков В.П, Нациевский А. Ф. Сапожников Д. В., Данич В. В.). «Имитатор радиолокационных сигналов ЗРК 5Г98» (Щегель В.А, Дубильер в. П., Назаров В. Г.,Кащенко П. Г., Воробьев Ю. П., Хуторянский Я. Б., Ермаков В. И.).
Каждое из направлений работ имело действующие образцы закрепленной техники (исследовательские установки, стенды главного конструктора), на которых проводились работы по совершенствованию изделий, а также устанавливались причины неисправностей, возникающих в процессе эксплуатации РЭА на объектах дислокации РЛС и вырабатывались рекомендации по их устранению.
Часть этой аппаратуры, впоследствии пополнила состав экспонатов Музея истории завода.
Важной составляющей в процессе создании новой техники являлись испытания макетов и действующих образцов устройств РЭА, проверка их работоспособности и устойчивости в предельных механических режимах и климатических условиях.
С этой целью в составе КБ были созданы опытное производство (Экспериментальный цех), подразделение проведения периодических и типовых испытаний РЭА (Деревянкина Т. Т., Безребрый В. И.), отделы метрологии и измерительной техники (Заика И. Е., Никулин В. П., Алферов И. З., Кащенко Ю. С., Бондарь П. П.), отдел информационного обеспечения (Колмогоров В. Б., Макаров А. Г., Лукин Ю. Г.), а также функциональные подразделения — лаборатория надежности (Жидков С. М., Затопляев М. М.), технологический отдел (Ходасевич А. П., Королькевич Ю. К.), отдел технической документации (Ингеницкая Е. В., Малик Е. П., Вдовенко З. Т., Осадчук Н. П., Воронков И. М., Шеремет А. Я.) и отдел режима (Заверюха И. Х., Ковика И. Г., Прихода Н. Т.).
Общая техническая политика КБ осуществлялась Главным конструктором завода — начальником Конструкторского бюро (*см. Руководители) и его первым заместителем, главным инженером Кутумовым В. А. (1972—1975), Яременко В. А. (1975—1998).
Научно-техническое обеспечение и ответственность за выполнение работ по тематической направленности была закреплена за заместителями главного инженера КБ:
— тематика РЛС ЗРК ПВО, РРС, РЛС ПРО — Чернышев А. А. (1971—1980). Главный конструктор комплексов противодействия радиолокационным ракетам типа «Shrike» ЗРК ПВО (тема «Дублер»). Заместитель Главного конструктора (по совместительству) РЛС «Дон-2НП». С 1980 г. это направление возглавил Мотягин О. П.
— тематика систем ПРО, ПКО, ЛУ — Старосельский П. Н. (1970—1972), заместитель Главного конструктора (по совместительству) РЛС СПРН «Днепр», ЗГРЛС «Дуга» («Ястреб», «Фламинго»).
— тематика систем СПРН, СККП, ПРО, ПКО, ЛУ — Костржицкий В. К. (1972—1984). В различное время (по совместительству) заместитель Главного конструктора РЛС «Даугава», «Дарьял», «Атолл», «Волга». С 1984 г. это направление возглавил Дулидов С. А.
К средине 1970-х годов основным направлением работ Конструкторского бюро становится разработка конструкторской документации на радиоэлектронную технику РЛС ВКО. В годовых планах работ КБ разработка образцов новой техники составляла более половины объёма, к концу 80-х годов — до 80 % годового плана работ по НИОКР. (см. #Памятные даты, более 4000 событий).
В этот период получает дальнейшее развитие материальная база предприятия, вводятся в эксплуатацию административно-производственный корпус (10 тыс. м²) и испытательный корпус (5 тыс. м²) — лабораторный блок, расширение лаборатории периодических испытаний, два подземных радиогерметичных испытательных зала по 600 м², зал машинных преобразователей электроэнергии. Получают развитие производственные мощности экспериментального производства.
Общая численность персонала в этот период превышает 4500 сотрудников.
Коллектив КБ принял активное участие в формировании конструкторских школ вновь создаваемых предприятий Радиопромышленности СССР.
Основной состав Конструкторского бюро завода «Искра» (п/я 80г, г. Запорожье) в 60-х годах был сформирован из специалистов КБ ДМЗ. Ведущий специалист КБ ДМЗ по СВЧ технике Куценко Г. П. (будущий заместитель министра Радиопромышленности СССР) был назначен главным инженером КБ завода «Искра».
Специалисты КБ ДМЗ были привлечены к формированию конструкторских подразделений Кировоградского радиозавода. Руководитель лаборатории настройки радиоэлектронной аппаратуры экспериментального цех КБ Филиппов Ю. С. стал директором вновь созданного завода.
Конструкторское бюро ДМЗ являлось базовым предприятием при организации филиала на Южном радиозаводе (Желты Воды) в 1968 году.
В начальный период на ЮРЗ была переведена группа специалистов численностью 30 человек под руководством Новика Н. Ф., Суржко А. С. и Николаева А. И. На этот коллектив были возложены задачи освоения и конструкторского обеспечения производства ячеек и печатных плат, разработки документации на стендовое оборудование рабочих мест изготовления радиоэлектронной аппаратуры РЛС «Днестр» (5Н15 и 5Н15М), затем — микроэлектронных устройств на базе тонкопленочной и толстоплёночной технологий, а также ячеек на основе многослойных печатных плат.
В 1976 г. на базе филиала КБ ДМЗ создается Конструкторское бюро «Южного радиозавода» (КБ «ЮРЗ»), начальником которого назначается Новик Н. Ф. Создается предприятие — юридическое лицо с подчинением ЦНПО «Вымпел». Формируется структура подразделений и специалистов под тематику радиолокационной аппаратуры, выпускаемой ЮРЗ.
Основу коллектива составляют специалисты филиала и КБ ДМЗ — Николаев А. И., Корзин Е. С., Суржко А. С., Жванко В. А., Кузьминский Н. Д., Шарыгин А. Ф., Бегунов В. А., Шкурко П. П., Бабичев П. В. и др. Численность Конструкторского бюро вырастает до 250 человек. Через короткий промежуток времени КБ становится ведущим подразделением в освоении технологий гибридной микроэлектроники, а спустя несколько лет — совместно с РТИ АН СССР, соразработчиком гибридных СВЧ-микросхем и микроблоков. Создаются научно-исследовательский конструкторский отдел (Романченко Д. В.) и научно-исследовательские отделы (Жванко В. А., Бесунов В. А.), которые успешно вели ряд НИОКР по обеспечению заданных показателей надежности герметизируемых гибридных СВЧ-устройств в микроэлектронном исполнении для бортовой аппаратуры противоракет и радиоэлектронной аппаратуры (РЭА) устройств РЛС «Даугава», «Дарьял», «Волга». В КБ и на заводе разворачиваются работы по автоматизации разработки и производству цифровой и аналоговой РЭА МРЛС «Дон-2НП», созданию технологий, автоматизированных рабочих мест и систем передачи данных. Николаев А. И., назначается (по совместительству) заместителем главного конструктора по производству РЭА МРЛС «Дон-2НП», Корзин Е. С. — заместителем главного конструктора РЛС РЭА «Даугава», «Дарьял» и бортовой аппаратуры противоракет 51Т6, 53Т6.
За успешную разработку, освоение и производство уникальной аппаратуры технических средств РЛС ВКО государственных наград была удостоена большая группа работников КБ ЮРЗ, в том числе — Жванко В. А. ордена Трудового Красного Знамени, Корзин Е. С. — ордена «Знак Почёта» и медали «За трудовую доблесть». В декабре 1987 г. КБ ЮРЗ входит в состав Производственного объединения «Днепровский машиностроительный завод» (ПО ДМЗ).
Освещая успехи в развитии научно-технических и производственных мощностей ЦНПО «Вымпел», первый Генеральный директор Объединения, заместитель министра радиопромышленности СССР В. И. Марков подчеркнул, что «Большая роль в разработке документации и освоении новых технологических процессов принадлежит ОКБ, организованному при Южном радиозаводе, что позволило успешно изготовить основной объём компонентной базы приёмо-анализирующей аппаратуры и приёмных антенных модулей радиолокационных станций». (Двухтомник «Системы вооружения Ракетно-космической обороны России». Том 2, стр. 50. «Столичная энциклопедия», М. 2020.)
Создание Систем РКО велось в условиях жестких ограничений по времени, диктуемых напряжённой международной обстановкой. Эти обстоятельства заставляли искать возможности ускорения процессов разработки документации, производства и введения в эксплуатацию технических средств, комплексов и систем.
Нормативные документы (ГОСТ ЕСКД, ГОСТ-В) предусматривали постановку на вооружение только тех, технические средства РЛС, которые изготавливались по конструкторской документации, утвержденной для серийного производства.
Подготовка такой документации предусматривает многоэтапную проверку её достаточности путём изготовления и испытаний макетных и опытных образцов. Выполнение этих требований при создании стратегических информационных систем требовала громадных финансовых, трудовых и временных затрат. В течение этого времени менялась геополитическая обстановка, появлялись новые идеи, новая элементная база, и существовала реальная угроза, что разработка безнадежно устареет, не будучи реализованной. Проблема организации изготовления радиоэлектронной аппаратуры уникальных по своим возможностям и, следовательно, по своей сложности РЛС РКО в рамках традиционных подходов к изготовлению радиоэлектронного оборудования представляла собой задачу, практически, невыполнимую.
Ответов на этот вызов времени в истории отечественного радиостроения не существовало. Их предстояло найти самим участникам работ в процессе создания необходимых стране уникальных информационных систем.
Впервые в практике создания боевой техники руководством ВПК принимается решение о совмещении этапов отработки конструкторской документации на РЭА РЛС РКО (ВКО) с изготовлением штатной аппаратуры на Днепровском машиностроительном заводе и его смежниках.
Отличительная особенность процесса создания масштабных проектов состоит в организации непрерывной научно-производственной «цепочки»: разработка КД (разработчик) — изготовление аппаратуры (изготовитель) — монтажно-настроечные работы (объект дислокации РЛС), в процессе реализации которой осуществляется отработка конструкторской документации на все составные части РЛС, совмещенная с изготовлением первых, и зачастую единственных образцов уникальной аппаратуры.
Как известно, РЛС формируется десятком аппаратно-программных комплексов (передающий, приемный, обработки информации, отображение и т. д.), каждый из которых состоит из нескольких десятков функционально законченных устройств. ФЗУ и комплексы создаются непосредственно на объектах дислокации РЛС и комплектуются РЭА, изготовленной заводом и принятой представительством Заказчика.
В состав ФЗУ входят несколько аппаратных шкафов (РЛС «Дарьял» − 174 ФЗУ, 600 шкафов, 245 оригинальных; РЛС «Дон-2Н» — 186 ФЗУ, более 1000 шкафов, 245 оригинальных). Типовый аппаратный шкаф содержит 80-100 ячеек или 30-40 блоков. Таким образом, РЛС содержит несколько тысяч единиц РЭА, требующих отработки в процессе изготовления, приёмо-сдаточных, периодических и ресурсных испытаний и внесения изменений в КД. Этот этап в «цепочке» отработки КД по объёму работ и затратам времени являлся основным, ответственность за его реализацию была возложена на КБ. Следует подчеркнуть, что приемка РЭА представителем Заказчика на заводе осуществлялась по требованиям ГОСТ-В на серийную продукцию.
Следующими этапами отработки КД являлись стыковочные работы на объектах монтажа — РЭА в составе ФЗУ, ФЗУ в составе комплексов и комплексов в составе РЛС. Специалисты КБ принимали непосредственное участие во всех этапах работ до передачи объектов в эксплуатацию. На ряде объектов с длительным циклом пусконаладочных работ были организованы представительства Конструкторского бюро.
Порядок реализации обширного комплекса работ по проектам различных школ разработки требовал своего упорядочения и Конструкторскому бюро поручается систематизация материалов с целью разработки подотраслевого стандарта работы по новой модели взаимодействия, получившего название «модель КД ГК».
Ключевыми моментами работы по этой модели была организация системного научно-технического сопровождения отработки КД в процессе изготовления РЭА и учреждение «Института заместителей главного конструктора по РЛС…» на ДМЗ и предприятиях-смежниках и «Института ответственных представителей разработчиков на производстве» по каждой РЛС.
С расширением тематики изготавливаемой заводом техники, масштаб работ по совершенствованию «модели КД ГК» возрастает до уровня крупной межотраслевой НИОКР. Конструкторское бюро получает статус головного предприятия по созданию и совершенствованию этой модели.
Полнота соответствия разработанной КД заложенным в ТУ требованиям на аппаратуру («качество конструкторской документации») зависела от профессионального уровня разработчиков аппаратуры, владения ими современными методами разработки (САПР), который был неодинаков у разных школ разработки в различные периоды времени, а также уровня новизны элементной базы, примененной в этих изделиях.
В таблице приведены затраты времени на отработку КД и изготовление комплекта РЭА ряда проектов.
| РЛС «Днепр»                            | РТИ, КБ ДМЗ    | Полный состав РЭА   | ФЗУ-86                     | 78/380                           | 4,5 |              |        |                     |        |       |   |
| РЛС «Неман»                            | НИИРП, КБ ДМЗ  | Передающий комплекс | ФАР-2, РЭА ЦОИ-2           | 28/150, Мод. Т-260, Мод. М-260   | 4   |              |        |                     |        |       |   |
| РЛС «Даугава» (ВПП)                    | РТИ, КБ ДМЗ    | Полный состав РЭА   | ФЗУ-143                    | 140/320                          | 3,5 |              |        |                     |        |       |   |
| РЛС «Дарьял»                           | РТИ, КБ ДМЗ    | Полный состав РЭА   | ФЗУ-174                    | 205/600, Мод. Т-1260,Мод. Р-2500 | 4   |              |        |                     |        |       |   |
| МРЛС «Дон-2Н»                          | РТИ, КБ ДМЗ    | Полный состав РЭА   | ФАР-4, ФЗУ-186, РЭА ЦОИ-18 | 245/1000,Мод. Т-300, Мод. Р-3500 | 5   |              |        |                     |        |       |   |
| РЛС «Атолл»                            | НИИРП, КБ ДМЗ  | Передающий комплекс | ФЗУ-18                     | 48/60                            | 2,5 |              |        |                     |        |       |   |
| РЛС «Волга»                            | НИИДАР, КБ ДМЗ | Полный состав РЭА   | ФАР-2, ФЗУ-44, РЭА ЦОИ-2   | 130/440, Мод. Т-900, Мод. Р-110  | 5   |              |        |                     |        |       |   |
| РЛС «Истра»                            | НИИРП, КБ ДМЗ  | Передающий комплекс | ФЗУ-24, РЭА ЦОИ-1          | 38/60                            | 4   |              |        |                     |        |       |   |
| Линейный ускоритель «Мезонная фабрика» | КБ ДМЗ, ИЯИ    | Полный состав РЭА   | ФЗУ-96                     | 89/290                           | 8   | РЛС «Дублер» | КБ ДМЗ | Передающий комплекс | ФЗУ-10 | 10/10 | 1 |

Сокращения в таблице:
ФАР — фазированная антенная решетка РЛС;
ФЗУ — функционально законченное устройство РЛС;
Мод. Т — передающий модуль (трансмиттер);
Мод. Р — приемный модуль (ресивер);
Мод. М — модуль модулятора (устройства импульсного питания генератора);
РЭА ЦОИ — радиоэлектронная аппаратура цифровой обработки радиолокационной информации.
Изготовление первых, и зачастую единственных образцов вновь созданной радиоэлектронной аппаратуры уникальных РЛС и доведение их параметров до требований технических условий (ТУ) зависело от многих факторов и занимало значительные, часто плохо прогнозируемые периоды времени от одного до нескольких месяцев. Это обстоятельство не вписывалось в существовавшую модель планирования цикла промышленного изготовления РЭА, и была предметом непростых дискуссий при оценке работы специалистов КБ производственными службами завода.
Так отработка документации на устройство 1МЦА1 (1/140 часть приемной ФАР РЛС «Даугава-Дарьял») потребовала более полугода интенсивных испытаний и внесения существенных изменений в конструкторскую документацию устройства. Основной причиной была недостаточная надежность специально созданных pin-диодов, примененных в переключающих структурах системы фазирования, что по результатам испытаний, потребовало совершенствования технологии изготовления диодов у изготовителя и ужесточения условий их применения (монтажа) у изготовителя радиоэлектронной аппаратуры.
Отработка документации на передающий модуль 1МГА1 (1/1260 часть ФАР РЛС «Дарьял») заняла около года параллельных работ в лабораториях КБ, РТИ и на стенде финишного производства ДМЗ. Длительность отработки была вызвана необходимостью доведения до требуемых параметров выходного усилителя мощности (0,3 МВт) и системы его охлаждения.
Получение требуемых параметров передающего модуля 6ДГУ, основной составной части передающих полотен МРЛС «Дон-2Н», потребовало около двух лет работы специалистов КБ, РТИ, завода «Тантал» и ДМЗ. Документация на модуль и его составные части в результате была существенно изменена. Далее — см. таблицу.
Полнота соответствия КД, заложенным в ТУ требованиям на аппаратуру, разработанную с применением комплексной САПР «Днепр» (СВУ МРЛС «Дон-2Н»), условно была близка к единице. Аппаратура спецвычислителя в процессе изготовления так называемой «отработки» и корректировки конструкторской документации не потребовала.
На базе информации, накопленной в результате многолетних усилий участников цикла работ «разработка-изготовление-монтаж и испытания на объекте дислокации-принятие на вооружение» в 1987 г. КБ создается отраслевой стандарт ВС 0.005.036-87 «Разработка и постановка на производство изделия по документации главного конструктора. Взаимоотношения предприятий», ставший впоследствии
отраслевым.
Этим стандартом было установлено определение — «…Конструкторская документация Главного конструктора (КД ГК) это рабочая конструкторская документация образцов радиоэлектронной аппаратуры радиолокационных комплексов (радиолокационных станций), создаваемых, как законченные комплексы на объектах Генерального заказчика — Министерства обороны», а также основные понятия, терминология и границы ответственности исполнителей, работающих по этой модели.
Конструкторской документации на РЭА состава РЛС РКО, прошедшей успешную проверку циклом изготовления и испытаний РЭА на промышленных предприятиях и объектах монтажа, принятой представительством Заказчика, присваивается термин «Конструкторская документация главного конструктора» (КД ГК).
Контроль хода разработки РЭА и согласование документации, разрабатываемой КБ по ТЗ Гензаказчика, осуществлялась группой специалистов Военного представительства 1186 МО, состоящей из высокопрофессиональных офицеров, прошедших службу в 10 ГНИИП МО и войсковых частях ПВО Страны и за рубежом.
Ведущими специалистами Военного представительства были участники испытаний комплекса ПРО «А» — Шушкевич А. Д., Мороз В. И., Попадейкин С. К., участники войны во Вьетнаме — Нечаев Е.Н, Лаврич Ю. Н., Герой Вьетнама, к.т. н., участники испытаний первого в мире ЗРК ПВО «Беркут» (С-25) — Салич Л. Ф., Поветьев И. А., Затопляев М. М., Кобылянский П. И. и молодые специалисты, питомцы Днепропетровского Университета — Одинцов В. В., Щегель А. В. и др.
Формирование научно-технической школы КБ «Днепровское» потребовало боле десяти лет упорного труда коллектива специалистов различных направлений в сфере радиостроения. Начав с научно-технического сопровождения изготовления уникальной РЭА, КБ стало ведущим предприятием Радиопрома по проектированию мощных передающих устройств РЛС различного назначения, а затем разработчиком всего спектра радиоэлектронной аппаратуры РЛС больших информационных систем ВКО, включая РЭА цифровой обработки р/л информации.
Школа КБ «Днепровское» прошла ряд непростых этапов создания уникальной техники РЛС систем ВКО — от практического несоответствия конструкторской документации предъявляемым техническим требованиям (ПИА РЛС ЦСО-П), на доработку которой потребовалось около двух лет, до практически полного соответствия техническим требованиям РЭА изготовленной по КД, созданной на базе САПР «Днепр» — триумфа разработки комплекса цифровой обработки радиолокационной информации (ЦОИ) МРЛС «Дон-2Н».
К концу 90-х годов накопленный опыт и овладение автоматизированными технологиями разработки обеспечил высокую достоверность разрабатываемой КД предъявляемым требованиям к аппаратуре и приемлемый уровень адаптации конструктивных решений к технологическим возможностям производства. Это позволило преодолеть изначальные трудности работы по «модели КД ГК» и обеспечило высокое качество производимых по ней изделий.
Конструкторское бюро «Днепровское» являлось держателем подлинников конструкторской документации на основной состав РЭА РЛС, производимой ДМЗ и его смежниками. На государственном учёте в Центральном архиве КБ к концу 90-х годов находилось около четырнадцати миллионов единиц хранения подлинников КД на радиоэлектронную аппаратуру технических средств РЛС, включая средства, находящиеся на вооружении ряда стран мира. Днепровским машиностроительным заводом по «модели КД ГК», был изготовлен весь состав радиоэлектронной аппаратуры РЛС систем ВКО, что позволило существенно сократить сроки изготовления и ввода этих средств в эксплуатацию, а также ощутимо снизить затраты на их создание. На основе этой модели продолжается создание технических средств РЛС новых информационных систем ВКО.
Технические требования (ТТ) на разработку МРЛС «Дон-2Н» (1969 г.) предусматривали достижение локатором уникальных показателей по ряду ключевых характеристик. Одним из требований, вытекающих из этого, было применение цифровой обработки всех видов радиолокационных сигналов в реальном масштабе времени, что требовало фантастической, по тем временам, производительности вычислительных средств (порядка 20 миллиардов операций в секунду).
Традиционные разработчики средств вычислительной техники приемлемых моделей реализации Специального вычислительного устройства (СВУ) предложить не смогли.
Главный конструктор РЛС рассмотрел предложения КБ ДМЗ (Симонов М. И., Юрко В.В) по созданию СВУ и принял их. Принятие такого решения было обусловлено тем, что у этого коллектива к тому времени было осуществлено несколько проектов с применением цифровой обработкой информации. Наиболее значимым было комплекс имитатора радиочастотных излучений плазмы факела двигателей стартующих МБР — измерителя параметров радиотрактов в зоне ответственности загоризонтной РЛС («Дуга»). Сравнительно невысокий уровень технических требований к процессорам комплекса показал невозможность решения поставленной задачи с использованием традиционных методов разработки и потребовал применения автоматизированных систем проектирования. Решить такого уровня задачу позволила отраслевая САПР «Рапира».
Предстоящая работа была многократно сложнее, и было очевидным, что существующие средства автоматизированного проектирования для этого малопригодны. Требовалось создание уникального инструмента проектирования — технологии, способной обеспечить автоматизированную разработку цифровой аппаратуры с первого по четвёртый уровень интеграции изделий уровня функционально законченного устройства (ФЗУ), содержащего в своем составе несколько десятков составных частей уровня «ячейка-блок». И это стало предметом параллельной, упреждающей разработки.
К новой САПР, получившей название «Днепр», были предъявлены беспрецедентные требования — она должна быть сквозной, то есть одновременно с конструкторской, обеспечивать выпуск комплекта технологической документации (фотошаблоны на стекле, программы сверловки, контроля и др.), документацию на нестандартизованные средства измерений (НСИ) и методики автоматизированной проверки разработанных изделий на унифицированных средствах тестового контроля (УТК) и созданных НСИ. Средства автоматизированного контроля должны обеспечить проверку параметров изделий на всех этапах производственного цикла, начиная от контроля элементной базы, контроля качества слоев многослойной печатной платы (18 слоев) до параметров узлов, блоков и ФЗУ.
Ключевым элементом технологии разработки документации было принято формирование математических моделей изделий, на соответствие которым, впоследствии, проверялись изготавливаемые устройства. Эти модели были носителями опорных сигналов, характеризующих каждое конкретное изделие.
Основой математического моделирования изделий стала разработка математических описаний элементной базы (ИС, БИС), которые формировали базу данных разработки. В процессе работ был создан банк данных, содержащий около 800 описаний. САПР предполагала автоматизированное изготовление и проверку радиоэлектронных модулей всех уровней — от приобретаемых по кооперации интегральных схем до шкафов.
Разработка аппаратуры спецвычислителя потребовала обстоятельного оснащения рабочих мест разработчиков и конструкторов автоматизированными рабочими местами (АРМ-Р, АРМ-К), вычислительной техникой и средствами измерений. Вычислительный комплекс САПР «Днепр» был сформирован из четырёх ЭВМ класса ЕС 1050, ЕС 1045. В процессе работы находилось шесть АРМ-Р и два АРМ-К, двенадцать цифровых дисплейных комплексов ЕС-7920 (80 рабочих мест). Опытный участок изготовления фотошаблонов слоёв плат, был оснащён восемью координатографами.
Важнейшей составной частью технического оснащения процесса разработки СВУ являлся Комплексный стенд (стенд Главного конструктора), который позволял осуществить сопряжение аппаратуры всех разработанных процессоров РЛС (16 наименований) в единое целое. Затем произвести проверку разработанного ПО, проимитировав все виды принимаемых сигналов локатора, все характеристики приемника и получить выходную информацию о целях — их количестве, скорости, дальности, угле места и многом другом.
На реализацию этой объёмной, комплексной работы ушло около 10 лет.
В 1979 году НИО-70 КБ преобразован в комплексное подразделение — Специальное конструкторское бюро автоматизированного проектирования (СКБ АП). Существенно пополнен состав специалистов-разработчиков — тематиков, схемотехников, программистов, конструкторов, технологов, специалистов эксплуатации вычислительных средств. К середине 80-х годов численность СКБ составляла около 800 человек. Существенно расширен состав технических средств разработки, расширены производственные площади. С использованием нового инструмента — САПР «Днепр» разработан ряд быстродействующих процессоров обработки гладких, широкополосных пачечных и фазоманипулированных сигналов, обнаружения и сопровождения помехоносителей, обнаружения, завязки и сглаживания параметров траекторий, распознавания целей, адаптивной пространственной и временной обработки и др.
При натурных испытаниях, в составе полигонного образца МРЛС «Дон-2НП» (объект 2510), опытный образец СВУ (шестнадцать устройств), обеспечил реализацию заданных параметров локатора и получил высокую оценку Главного конструктора и Заказчика. Полученные замечания позволили провести доработки аппаратуры и сделать СВУ более совершенным.
Изготовление на ДМЗ и заводах-смежниках штатной аппаратуры СВУ (более 600 аппаратных шкафов) с использованием всего арсенала технологических средств, созданных в рамках САПР «Днепр», прошло без замечаний.
Стыковочные работы и наладка аппаратуры СВУ на объекте дислокации прошла в установленные сроки и, практически без проведения доработок. Это было прецедентом и, одновременно, высокой оценкой достигнутого уровня созданной САПР, уровня технологии разработки аппаратуры СВУ и высокого профессионального уровня коллектива разработчиков уникального вычислительного комплекса.
Разработка спецвычислителя позволила проявить свои профессиональные способности многим талантливым специалистам и руководителям — заместителю главного конструктора МРЛС «Дон-2Н», руководителю комплекса работ Юрко В. В., ведущим специалистам-руководителям подразделений разработчиков — Милых М. М., Накцеву О. М., Бойко А. П., Губанову Н. М., Раевскому Ю. Л., Шкилю Ю. В., Морозову В. Ф., Дербасову А. Б. Большая заслуга в успешной разработке СВУ принадлежит команде создателей САПР «Днепр» и её руководителю — системному архитектору проекта Толдаеву В. Г.
Исторической несправедливостью и недостатком итогов этой грандиозной наукоёмкой работы следует считать отсутствие публичного признания научных достижений создателей уникальной САПР и уникального вычислительного комплекса, которые базировались на значительном количестве оригинальных, инновационных научных и технологических решений. Эти достижения имели очевидные признаки комплексной пионерской научной работы и высшие признаки диссертабельности.
Не был оценён государством и существенный экономический эффект от применения вновь созданных технологий разработки цифровой РЭА. Аппаратура комплекса СВУ состава МРЛС «Дон-2Н» (эквивалент более $600 млн. в ценах того времени) не потребовала доработок аппаратно-программного комплекса в процессе стыковочных работ в составе локатора, обеспечив сохранение более десяти процентов стоимости доработок аппаратуры, традиционно планируемых при работе по КД ГК.
В дальнейшем на базе новой технологии СКБ АП были разработаны комплексы цифровой обработки информации для РЛС «Волга», «Дарьял», «Неман», «Руза», «Крона», МРЛС «Аргунь».
Несмотря на закрытость работ, САПР «Днепр» получила широкое признание в отрасли, а затем на предприятиях ВПК. В 1987 году САПР «Днепр» представляется на межотраслевой тематической выставке «Прогресс» («Сетунь», ВПК) и признаётся одним из выдающихся достижений в области новых технологий создания цифровой радиоэлектронной аппаратуры.
Популярности системы способствовало то немаловажное обстоятельство, что система поставлялась коллегам с открытым исходным кодом в части, необходимой для организации интерфейсов и создания аналогов моделей элементов и модулей.
В 1989 году СКБ АП под руководством В. В. Юрко, включается в состав ЦНПО «Вымпел» и получает статус отраслевого Центра автоматизации проектирования. САПР «Днепр» становится базовой на предприятиях ВПК. Отраслевой Центр МРП признан единственной в стране организацией, имеющей всесторонне апробированную систему цифровой обработки радиолокационной информации и обладающей фундаментальным заделом по перспективам развития САПР высокого уровня.
1990 г. Постановлением Правительства о развитии системы ПРО А-135 (тема «Киев») предусмотрено развитие научно-технической и социальной базы СКБ АП.
Сквозная САПР «Днепр» становится не только инструментом автоматизированной разработки документации в Конструкторском бюро, но и центром зарождения автоматизированной системы управления технологическими процессам в производстве Днепровского машиностроительного завода.
В начале 1990-х годов ведущие Генеральные и Главные конструктора тематики ВКО (Басистов А. Г., Кузьмин А. А., Бункин Б. В., Рябов Г. Г., Иванютин Л. Н.) поддержали идею привлечения СКБ АП к работам в Союзной «Программе…» по так называемым критическим технологиям (информационная и энергетическая тематики). Однако лето 1991 года оказалось переломным для государства, и осуществится этим планам было не суждено… И совершенно не исключено, что именно участие СКБ АП в этой программе послужило впоследствии «черной меткой», в процессе реализации Украинско-американской программы, так называемой «конверсии предприятий украинского ВПК», которая была «успешно реализована» под патронатом министра обороны США Уильяма Перри и президента Украины Леонида Кучмы.
В 1995 году СКБ АП своё существование прекратило.
Первыми изделиями, которые надлежало изготовить заводу, была радиоэлектронная аппаратура РЛС Б-200 зенитно-ракетного комплекса «Беркут» (С-25).
Этот комплекс создавался в условиях строжайшей секретности.
Особенностью проекта было то, что военное ведомство не являлось заказчиком системы и в подробности работ не посвящались даже высшие военные руководители страны. «Заметим, что система создавалась в секрете даже от Министерства обороны» (Ю. В. Вотинцев «Неизвестные войска исчезнувшей сверхдержавы»).
Эти требования в полной мере касались процессов изготовления и испытаний радиоэлектронной аппаратуры во вновь создаваемом производстве.
Полученная конструкторская документация на аппаратуру передающего устройства ГИМ-3 и аппаратуру вычислителя координат целей (тысячи единиц хранения) имела грифы секретности различного уровня. Директивными документами, сопровождающими КД, предписывались основные требования по обеспечению режима безопасности производства, устанавливались перечни сведений, составляющих государственную тайну. Эти документы предписывали сокрытие внешних видов устройств и значительное количество составных частей. Особые требования предъявлялись к защите всех видов радиоизлучения, имевших гриф «Совершенно секретно особой важности».
Специалистам КБ с участием режимных служб завода были разработаны модели работы, обеспечивающие выполнение этих требований в процессе разработки технической документации, подготовки производства, изготовлении радиоэлектронной аппаратуры в производстве и её испытаний, а также выполнении комплекса работ на объектах монтажа РЛС. Важной составляющих в организации этих работ была защита обмена информацией с внешними корреспондентами, для чего был организован закрытый канал ВЧ-связи. При телефонном и телеграфном обмене по открытым каналам связи предусматривались обстоятельные организационные меры предосторожности. Обмен информацией осуществлялся от имени условного адресата. Для КБ позывным был — «Маяк».
Ключевыми пунктами была разработка методик проверки эффективности принятых мер и контроль исполнения. Особое внимание уделялось разработке защитных (радиогерметичных) сооружений и методов контроля уровней остаточного излучения в процессе испытаний аппаратуры.
В начальный период эти работы выполнялись специалистам ведущих подразделений Конструкторского бюро по закрепленной тематике с участием представителей режимно-секретных служб (РСС) КБ и завода. Возглавлял работы Заверюха И. Х., руководитель РСС Конструкторского бюро, в прошлом армейский «секретчик». Со временем, при подготовке производства новых изделий создается группа специальных исследований и разработки методов обеспечения противодействия иностранным техническим разведкам (ИТР), разработки новых моделей радиотехнической маскировки, применительно к условиям завода. Разработка исходных данных, технических требований и экспертиза проектов защитных сооружениям для настройки вновь создаваемой РЭА становится постоянно действующим фактором в работе этого коллектива.
Снятие ограничений по посещению г. Днепропетровска иностранными гражданами в конце 60-х годов, появление новых иностранных космических средств радиоконтроля, повышение чувствительности мобильных приемных устройств разведки существенно повлияло на ужесточение мер противодействия ИТР. Это потребовало обстоятельного анализа и расчетов оценки эффективности эксплуатируемых и вновь создаваемых защитных сооружений и осуществления мер по их совершенствованию. Помимо того, со временем средства пассивного подавления (ослабления сигналов) приблизились к пределу технических возможностей метода, что заставило вести разработку дополнительных мер по повышению эффективности средств защиты при изготовлении радиоэлектронной аппаратуры РЛС систем ПВО, ПРО и ПКО.
К концу 80-х в составе Конструкторского бюро создается базовая лаборатория Минрадиопрома — БЛ-8 (Кащенко Ю. С., Першин В. П.), на которую возлагается комплекс задач по разработке новых методов маскировки излучений радиоэлектронных средств на всех стадиях жизненного цикла и создания технологий инструментального контроля излучений аппаратуры. Лаборатория принимает участие в проведении специализированных НИОКР по заданиям Гостехкомиссии СССР, включая вопросы криптографической защиты информации, и получает статус измерительного центра по контролю остаточных радиоизлучений на предприятиях МРП в Украине, оснащается необходимыми метрологическими средствами и доступ к техническим средствам облета исследуемых объектов с целью контроля радиоизлучений в верхней полусфере.
Важной составляющей сокрытия информации о производимой технике была организация формирования общественного мнения, что впоследствии переросло в системную работу по разработке так называемой «Легенды прикрытия…» деятельности завода и КБ. Опорным тезисом легенды являлось действовавшее при создании Автозавода (50-е г.г.) наименование — «Второе производство Автозавода», которое прочно вошло в повседневный обиход. Как показали проведенные исследования, «Второе (приборное) производство», на фоне «Первого производства» (ЮМЗ) повышенного интереса в социальной среде к себе не вызывало. В последующее время эта версия получала постоянную подпитку публичным внедрением правдоподобной информации.
В начальный период работы скрытию подлежал радиотехнический профиль деятельности завода, и только с началом производства радиорелейных станций Р-60/120 радиотехнический профиль становится легальным. В поддержку этой версии завод и конструкторское бюро получили соответствующие наименования (ДЗАРП, ОКБ ДЗАРП).
С каждым новым изделием, запускаемым в производство, «Легенда …» подлежала адаптации к новым условиям (технологиям) изготовления РЭА, в том числе новой производственной кооперации.
Как показала практика, принятые организационно-технические меры противодействия ИТР, включавшие эффективное поддержание правдоподобной легенды прикрытия, обеспечили выполнение задачи информационной безопасности работ в течение всего периода деятельности Конструкторского бюро и завода.
Спустя много лет (конец 80-х) в открытых источниках будет упомянуто истинное назначение Днепровского машиностроительного завода в опубликованных советско-американских материалах по ликвидации Красноярской РЛС. В этих документах ДМЗ был указан в числе исполнителей работ по демонтажу аппаратуры локатора СПРН «Дарьял-У».
В начале 90-х годов, в условиях тотальной перестройки мощностей завода жесткий режим секретности ранее проводимых работ сыграл злую шутку. Поиск партнеров к сотрудничеству в области конверсии военного производства натыкался на глухую стену неверия в былые достижения и предлагаемые к сотрудничеству научно-технические и производственные возможности коллективов КБ и завода.
Преодолевать эту стену удавалось не всегда.
Использование производственных мощностей ДМЗ по целевому назначению (производство РЭА РЛС систем ВКО) постоянно находилось под жёстким контролем ВПК. В периоды, когда для изготовления новой военной техники, производственных мощностей завода не доставало, руководством МРП неоднократно предпринимались попытки прекращения производства электрохолодильника «Днепр» с перепрофилированием этих мощностей под выпуск РЭА в интересах ВКО.
Принимаемые решения по изготовлению заводом непрофильной техники, как правило, были вызваны потребностью государства в продукции, необходимой для реализации программ оборонного характера.
Линейные ускорители.
Проекты «Московская мезонная фабрика» (ММФ, г. Троицк) и «Хризантема» (Арзамас-16) создавались, как инструменты научных исследований в области ядерной физики и прикладных программ материаловедения. Заказчиками этих инструментов были структуры занятые созданием ядерных боезарядов головных частей (ГЧ) противоракет Систем ПРО А-35М и А-135 (Харитон Ю. Б., Логунов А. А., Тавхелидзе А. Н.). Технические требования (ТТ) к проектам базировались на стандартах оборонной техники («Мороз-5»). Разработчик ТТ — Московский радиотехнический институт (МРТИ) в содружестве с ИЯИ, ИФВЭ и ВНИИЭФ.
Предметом разработки конструкторской документации (ведущий конструктор Друзин К. В.) была РЭА усилительного канала линейного ускорителя протонов, модуляторов импульсного питания, устройств синхронизации, устройств фокусирования луча, управления, устройств питания и др. Разработка документации на 89 наименований ФЗУ велась в течение ряда лет (1970—1982 г.г.), по мере формирования технических требований к аппаратуре со стороны заказчиков.
Основная часть аппаратуры ускорителя «ММФ» под условными шифрами «Лотос», «Лен» и ускорителя «Хризантема» изготовлена экспериментальным производством КБ (ЭЦ) и, частично, основным производством ДМЗ (1975—1985 г.г.).
Монтаж и наладка аппаратуры, расположенной вдоль активной части ускорителя (более 500 м) выполнены специалистами Производственно-монтажного управления ДМЗ (Данилевский Н. Я.). Совершенство разработки и высокое качество изготовления РЭА обеспечили выполнение стыковочных и пусконаладочных работ на объекте без доработок аппаратуры.
Тема «Линейные ускорители» была открытой (не секретной) и не требовала защитных мер сокрытия радиоизлучения. Это обстоятельство широко использовалась в «Легенде прикрытия» для легализации радиотехнического профиля завода и КБ в вопросах разработки, производства и испытаний радиоэлектронной техники.
Линейные ускорители, введенные в эксплуатацию в начале 90-х годов прошлого столетия, продолжают успешно работать по своему назначению до настоящего времени, являясь важнейшим инструментом фундаментальных исследований в области ядерной физики и объектом международного научного сотрудничества ученых многих стран мира.
Периферийные устройства ЕС ЭВМ
Знаменательным периодом в деятельности Конструкторского бюро и производства стало освоение нового вида радиоэлектронной техники, периферийных устройств Единой Системы электронных вычислительных машин (ЕС ЭВМ) — цифровых дисплейных комплексов ЕС-7920, графических дисплеев ЕС-7905, графических усилителей для ЭВМ ГД-1 и абонентских пультов АП-4 разработки НИИ ЭВМ и НИИ «Счетмаш».
Предпосылками для такого решения послужило высвобождение производственных мощностей завода с переходными технологиями 1-2 поколений РЭА, в связи с завершением укомплектования радиолокационных узлов (РЛУ) СПРН аппаратурой РЛС первого поколения «Днепр М».
Завод подготовил проект решения ВПК с обоснованием организации на заводе серийного изготовления комплексов радиоэлектронного противодействия (РЭП) в интересах ВВС и ВМФ. Предложение было отклонено и заводу поручена организация серийного производство дисплейной техники, в которой была острая потребность предприятий «девятки» и МО (ГУКОС, ПВО) для оснащения рабочих мест систем САПР и АСУ.
Освоение новой аппаратуры стало ключевым моментом в формировании новой философии разработки цифровой аппаратуры и переходом на новые технологии её изготовления. В рабочем цикле разработки документации появилась потребность в новых видах оборудования для оснащения рабочих мест разработчика и конструктора, которые были непосредственно связаны с циклом производства аппаратуры. Впервые были разработаны и применены автоматизированные средства контроля качества монтажа, изготовлены и внедрены автоматы проверки функционирования составных частей и комплексов (ведущие специалисты Быстров Н. И., Коркострига В. Ф., Суханов Н. А. Зайцев В. Е., Ильяшенко Е. Ф.).
Применение новых методов разработки документации, автоматизированных средств контроля технологических процессов изготовления и испытаний аппаратуры стали основой высокого качества и надежности дисплейных комплексов, которым вскоре был присвоен Государственный Знак Качества.
Продукция ДМЗ была представлена на Всесоюзной выставке народного хозяйства (ВДНХ СССР) и получила высшие награды Выставки — Золотые медали. Большая группа специалистов КБ и завода были награждены медалями ВДНХ СССР.
В период 1980—1985 годы было выпущено: ЕС-7920 — 6318 комплектов, ЕС-7905 — 430 комплектов, что полностью обеспечило среду пользователей ЕС ЭВМ периферийными устройствами высокого качества (более 100 тысяч рабочих мест).
Опыт работы с дисплейной техникой в дальнейшем был использован и получил развитие при разработке документации радиоэлектронной техники военного назначения.
Комплекс «Гарпун»
Возможность создания мощного поражающего, безынерционного оружия мгновенного действия в интересах систем ВКО была предметом научных исследований ряда институтов АН СССР. Результаты этих работ дали повод для подготовки предложений по созданию макета лучевого оружия на основе мощного СВЧ излучения.
В 1969 году вышло постановление Правительства, которым Минрадиопрому (ЦНПО «Вымпел») поручалось создание — источника СВЧ излучения — комплекса «Гарпун» (установка «Тор-1», шифр 7У3Г).
Разработчик проекта — НИИРП (головной НИИ по программе ПРО), разработчик конструкторской документации — КБ ДМЗ, головной завод-изготовитель — ДМЗ.
Технические требования на установку предусматривали получение предельно возможной СВЧ-мощности для обеспечения на поверхности цели «пятна» площадью в 1 см² с плотностью энергии не менее 1 МДж.
Конструктивно комплекс состоял из генерирующей части (20 МВт) и вакуумной камеры, имитирующей условия ближнего космоса, в которой размещались испытываемые объекты (ГЧ МБР). Генерирующая часть была выполнена в виде антенного полотна (ФАР), состоящего из 196 генерирующих модулей (излучателей), выходная мощность каждого из которых составляла 100 кВт средней мощности, системой фазирования (когерентного сложения с точностью до 10−10), систем управления, питания и теплообмена.
КБ была разработана КД на генерирующий модуль (7Т20-1А), РЭА системы фокусирования (7Т20-1Ф), системы управления комплексом (7Т20-1Р), системы питания модулей (7Т20-1П), системы защиты внешних питающих цепей от реактивной составляющей нагрузки, устройства охлаждения. Исполнители — отделы Курочкина Н. Г., Шишкина Ю. М., Яшина В.М, Кишкина В. А., Мирошниченко С. И., ведущий специалист по комплексу — Костржицкий В. К. Проектирование системы электропитания комплекса и системы охлаждения выполнен энергомеханическим отделом завода (Чубенко И. Д., Колесник А. В., Сальник А. П.) с участием специалистов КБ.
Создание генерирующего модуля потребовало разработки мощного клистрона (100 кВт, шифр «Верба», гл. конструктор Иванов А. В.) и создания системы канализации СВЧ энергии к антенному полотну волноводом сечением 35х15.
Радиоэлектронная аппаратура комплекса изготовлена ДМЗ. Монтаж и наладка оборудования, проведение обширного объёма испытаний выполнен ПМУ завода (ведущий специалист Епифанов В. К.).
В результате обширных исследований воздействия СВЧ-излучения на объекты различной формы и размеров были получены ожидаемые положительные результаты.
Дальнейшего развития тема «Гарпун в КБ и на заводе» не получила.
Источники питания электронных пушек установок «ЭОЛ»
В течение двух лет (1974-76 г. г.) под патронажем Московского радиотехнического института (МРТИ) КБ ДМЗ разработана конструкторская документация на источники питания электронных пушек напряжением 400, 600, 900 и 1000 киловольт, тема — «ЭОЛ». Руководитель работ Мотягин О. П.
Установки предназначались для научных исследований и технологических средств утилизации ракетного топлива (гептила), очистка дымовых газов угольных теплоэлектростанций, полимеризации жаростойких полиэфирных лаков производства корпусов ТВ-приемников.
С 1975 по 1982 г. ДМЗ изготовлено 36 комплектов источников высоковольтного питания различных модификаций.

### Товары народного потребления
В начале 50-х годов прошлого столетия государством ставиться задача по обеспечению потребности населения страны в товарах быта и домашнего обихода.
Постановлением ЦК КПСС и СМ СССР № 2593 от 10.11.1953 г. предприятиям оборонной промышленности поручается изготовление товаров народного потребления длительного пользования, включая технически сложные.
Справка
Изготовление первых в СССР бытовых компрессорных холодильников было поручено Министерствам автомобильной и Авиационной промышленности (Постановление 1949 г.). Конструкторским бюро Автозавода им. Сталина (ЗИС, Москва) была разработана документация на холодильники на фреоне 12 ёмкостью 165 литров для заводов Автопрома и 85 литров для заводов Авиапрома. Прототипом послужил американский образец предвоенного производства.
В 1951 г. ЗИС выпустил первые партии модели «ЗИС-Москва» ДХ-2 объёмом 165/12.
Во исполнение Постановления министр оборонной промышленности Д. Ф. Устинов, приказом № 526 от 26.12.1953 г., обязал завод № 933 (ДМЗ, наследника второго производства Днепропетровского Автозавода) к 1954 году организовать серийное производство домашних электрохолодильников ДХ-2 объёмом 165 литров по документации модели «ЗИС-Москва».
Для конструкторского сопровождения производства в ОГК создается группа специалистов во главе с инженером Васильевым Н. С.
В декабре 1954 г. заводом изготовлена первая партия холодильников ДХ-2 торговой марки «Днепр» с кривошипно-шатунным компрессором собственного изготовления, положившая начало многолетнему успешному производству бытовых холодильников различных моделей.
В начале 1956 г. в ОГК создается лаборатория холодильников в составе — Заика М. Е. (начальник), инженеры — Васильев Н. С., Титенко А. А., Панов Б. В., Бойко В. С. С августа 1956 г. начальник лаборатории Филиппов И. М.
Специалисты лаборатории обеспечивают сопровождение стремительно нарастающего производства холодильников и ведут работы по совершенствованию выпускаемой модели.
В марте 1967 г. в КБ организован отдел № 6, перед которым ставятся задачи разработки новых образцов товаров народного потребления (ТНП) и обеспечения конструкторского сопровождения производства бытовой техники.
В связи с возрастающими требованиями к холодильникам, повышения их потребительских свойств и экономичности отделом ведется разработка перспективных образцов новых моделей холодильников «Днепр-3» и «Днепр-2», которые запускаются в производство в 1967 и 1969 г.г. Разрабатывается документация на ряд электроустановочных изделий — розетки и выключатели отрытой и скрытой проводки, штепсельные вилки, проходные выключатели. Изготавливаются опытные образцы изделий, проводятся все виды испытаний, включая ресурсные.
Наряду с совершенствованием серийно выпускаемых заводом изделий, ведется разработка компактного холодильника для легкового автомобиля (20 л.) холодильника-тумбы, встраиваемого в кабинетную мебель (40 л.). Создание малогабаритных изделий потребовало разработки компактного высокооборотного компрессора с питанием от различных источников — автомобильной сети постоянного тока 12 в и сети 220 в, 50 гц. Конструкция оригинального компрессора потребовала разработки трёх видов новых материалов. В течение полутора лет была разработана документация на оба изделия, изготовлены опытные образцы, проведены циклы испытаний и утверждена документация для изготовления опытных серий новых изделий. По ряду причин эти направления развития не получили.
1972 г. отделом разрабатывается документация на перспективную модель двухкамерного домашнего холодильника емкостью 300 литров («КШ-300»), имевшего потребительские свойства и технические показатели мирового уровня. Технико-экономическое обоснование предусматривало годовую программу производства 300—350 тысяч штук. Для этого требовалось увеличение производственные площадей, освоение ряда новых технологий и оснащение производства современным оборудованием. Ходатайство завода о финансировании расширения производственных мощностей завода Минрадиопром отклонил, ссылаясь на непрофильность продукции.
В 1975 г. в КБ, вводится должность заместителя Главного конструктора завода по производству холодильников и ТНП. На эту должность назначается руководитель отдела Рысь О. П.
В целях повышения технического уровня и конкурентоспособности холодильника «Днепр-2» в 1976 г. принимается решение о замене кривошипно-шатунного на более прогрессивный, высокооборотный кулисный компрессор. По сравнению с предыдущей моделью, кулисный компрессор имел ряд конструктивных, технологических и эксплуатационных преимуществ — почти вдвое уменьшен вес, уменьшено количество наименований деталей, более чем наполовину снижается трудоёмкость изготовления, существенно снижено энергопотребление холодильника.
Параллельно с освоением кулисного компрессора были начаты работы по созданию более совершенных моделей холодильника и нового компрессора.
Совершенство конструкции компрессора, холодильного агрегата и холодильника наряду с отработанными технологиями изготовления обеспечили многолетнее, традиционно высокое качество и легендарную надёжность холодильников, производимых ДМЗ.
Правда, в 1973 г был неприятный эпизод, когда потребителями было возвращено заводу более полутора тысяч холодильников с отказавшими компрессорами. Производство было остановлено.
Анализ показал — «нарушение межвитковой изоляции, короткое замыкание в обмотке двигателя». Проведенными тщательными исследованиями в условиях завода установить причины не удалось. Поставщик двигателей, завод «Эльфа» (Вильнюс), свою вину категорически отрицал. Тогда ведущий специалист КБ по холодильной технике Белоцерковский М. А., едет на «Эльфу» и скрупулёзно рассматривает документацию на двигатель, технологию намотки статора и оснастку, используемую при намотке. В результате им было установлено, что в нарушении документации производством используется моточный провод с ослабленной изоляций и что одна из граней новой оснастки имеет острые углы (не сняты заусенцы), которые нарушают изоляцию нижних слоёв моточного провода, накрываемых верхними слоями с нетронутой изоляцией. В процессе нагрузки на двигатель температура проводов повышается, и создаются условия для электрического пробоя, затем короткого замыкания и выхода двигателя компрессора из строя. Аргументы был очевидными.
После устранения выявленных причин в производстве двигателей и введении на ДМЗ входного контроля всё встало на свои места. С электродвигателем этого производителя завод выпустил несколько миллионов холодильников торговой марки «Днепр».
Производство холодильников на ДМЗ продолжалось до 2001 года.
Дезорганизация в производственной кооперации предприятий в этот период, прекращение изготовления ряда определяющих компонентов и падение качества их изготовления обусловили судьбу производства холодильников на ДМЗ.
В период лихолетья, когда бартерный обмен практически заменил денежные отношения между хозяйствующими субъектами, наличие у завода изделия, пользующегося повышенным спросом, дало возможность продолжать производственную деятельность завода. Обеспечение комплектующими изделиями и материалами для производимой заводом продукции в обмен на холодильники, стало в одно время чуть ли не единственным способом продолжить выпуск всех видов продукции.
Так были получены комплектующие изделия для производства ЭАТС-ЦА, в обмен на холодильники было получено сырье для покрытия контактов разъемов СНП-61 золотом. Производство микроволновой печи «Днепрянка» стало возможным путем обмена холодильников «Днепр» на магнетроны и ряд других комплектующих изделий.
В 1979 г. в КБ создается Научно-исследовательское отделение (НИО-60, руководитель Рысь О. П.), которому, наряду с разработкой новых образцов холодильной техники, поручается разработка нового вида бытовой техники — аудио аппаратуры высшей группы сложности.
В составе НИО-60 образованы: отдел по разработке и сопровождению производства холодильников и ТНП (Белоцерковский М. А., Заховайло В. П., Титаренко А. А., Тыминский К. К., Андриенко И. С., Заховайло А. П., Гречуха И. Д., Лукьянова Н. С., Письменецкая А. Г., Краснокутская Л. М., Брегман С. И.); отдел по разработке документации на бытовую аудио аппаратуру (Сергиенко И. Г., Авксентьев Г. В., Фалькович В. М., Кудинов В. В., Солодуненко И. И., Колбасов Б. К.) и отдел по разработке технической и эксплуатационной (ЭД) документации (Заховайло А. П.).
С 1980 г. на заводе создается производство бытовой аудио аппаратуры. Запускается в производство магнитофонная приставка (МП) «Орель-206-стерео» по документации КБ «Искра». На её основе разрабатывается модель МП «Орель-306 стерео» и начинается серийный выпуск (1983 г.), разработчики Солодуненко И. И., Паникаха В. Г., Шишкин А. Д., Хлыстун Л. П., Резникова О.Н, Рябцев В. А.
Приказом МРП СССР от 11.06.1984 г. КБ «Днепровское» поручается разработка, а ДМЗ изготовление МП первой группы сложности «Орель-101-1С». Разработку КД осуществили специалисты Сергиенко Н. Г., Фалькович В. М., Осипов И. А., Колбасов Б. К., Калибаба И. Г., Горобцов А. П., Лузганов В. С., Боровик В. М., Шайденков А. П., Кисельчук Ф. Н., Луговик В. С., Ермакова Г. А., Глухов В. К.
Применение методов разработки РЭА военного назначения, позволило создать аудио аппаратуру с уникальными техническими характеристиками и высокой эксплуатационной надежностью.
Освоенная в производстве в 1985 г. МП «Орель-101-1С» была аттестована на высшую категорию — Государственный Знак Качества и на союзных выставках превзошла лучшие отечественные и зарубежные аналоги. Участники разработки Сергиенко Н. Г., Фалькович В. М., Осипов И. А., Яременко В. А. были отмечены медалями ВДНХ СССР.
МП «Орель-101-1С» пользовалась заслуженным вниманием специалистов и повышенным спросом потребителей. Следует отметить, что звукозаписывающая студия «Останкино» была оснащена несколькими десятками магнитофонов этой модели в течение десятка лет.
Этим коллективом в 1990 г. была разработана перспективная модель двухкассетного магнитофона первой группы сложности — «Орель-102» с усовершенствованными лентопротяжными механизмами. Изготовленные опытные образцы подтвердили получение заданных характеристик. В производство эта модель взята не была.
По документации, разработанной специалистами НИО-60 (Осипов И. А., Фалькович В. М., Мусихин В. Г., Лузганов В. С.) в 1988 г. разрабатывается и запускается в серийное производство бытовой компьютер БК-08.
В июне 1989 г., НИО-30 (Фандеев А. Ф.) и НИО-60 (Хазанов А. А.) разрабатывают КД на бытовую СВЧ — печь
«Днепрянка», первое в Украине изделие этого класса. В марте 1990 г. СВЧ — печь была сертифицирована и начато её серийное производство. Через год изделию был присвоен Государственный Знак Качества. Изготовление бытовых СВЧ-печей «Днепрянка», а затем «Днепрянка −1» продолжалось в течение 6 лет.
Помимо упомянутых изделий сложной бытовой техники на протяжении сорока лет коллективом отдела бытовой техники разработана документация более 50 наименований изделий, которые серийно производились заводом в течение десятилетий.
- Электроустановочные изделия — 11 наименований. Произведено свыше 10 млн экземпляров;
- Детские механические игрушки — 5 наименований. Произведено более — 1 млн экземпляров;
- Предметы детского творчества — 5 наименований. Произведено более — 0,7 млн комплектов;
- Предметы домашнего обихода — 23 наименования. Произведено более — 1,5 млн экземпляров;

И другие.
Неотъемлемой частью разработки образцов новой техники, выполнения научно-исследовательских и опытно-конструкторских работ, проводимых Конструкторским бюро, было испытание макетных и опытных образцов создаваемой РЭА.
С этой целью в 1956 г. в составе ОГК создается опытное производство — Экспериментальный цех замкнутого производственного цикла. На цех возлагаются задачи изготовления макетных и опытных образцов РЭА новых разработок, отработки конструкторской документации на наиболее наукоемкие изделия. Одной из важных задач цеха является разработка и испытания новых технологий изготовления РЭА.
Со временем, цеху было поручено изготовление наиболее наукоёмких единичных штатных составных частей различных РЛС, поставляемых Гензаказчику (МО).
Производственные мощности цеха состояли из двух производственных отделений замкнутого цикла работ и специализированных структур — отделения испытаний РЭА, участков изготовления электроэлементов, волноводной техники, лакокрасочных покрытий и участка заготовок металлоизделий. Подготовка производства изделий осуществлялась технологической службой, изготовление оснастки — инструментальной службой цеха.
В состав каждого из производственных отделений входили участки изготовления металлоконструкций (шасси, каркасов шкафов), механообработки и два монтажно-сборочных участка.
Каждому производственному отделению планировались изготовление законченных образцов РЭА, в кооперации со специализированным участками цеха, что позволяло вести изготовление нескольких устройств радиоэлектронной техники одновременно.
Настройка и испытания аппаратуры в начальный период выполнялись специалистами цеха и лаборатории-разработчика РЭА, со временем эта функция была передана разработчикам аппаратуры с техническим сопровождением специалистами цеха.
Коллективом цеха изготовлены первые образцы приёмо-индикационной и передающей РЭА РЛС СПРН ЦСО-П («Днестр»), передающие устройства РЛС РКЦ и РКИ Системы ПРО А-35, проведено изготовление и отработка документации первых образцов передающих устройств РЛС ЗРК ПВО С-75, С-125, С-200 и изготовление этих устройств, при их модернизации.
Продукцией цеха являются передающие модули и модуляторы экспериментальных РЛС «Неман», аппаратура РЛС «Руза», полный состав РЭА Западного КП системы ПКО («ИС-УС»), аппаратура имитаторы пуска МБР (5Г98) и эхолокатора защиты стартовых позиций МБР и АЭС.
Первые образцы средств противодействия радиолокационным ракетам типа «Shrike» («Дублеров») РЛС ЗРК С-75, С-125, С-200 изготовлены специалистам Экспериментального цеха.
Одним из крупных направлений работы цеха в течение длительного периода времени было изготовление основной части радиоэлектронной аппаратуры линейных ускорителей «Московская мезонная фабрика» и «Хризантема».
Специалисты цеха принимали участие в монтаже аппаратуры на объектах дислокации и вводу комплексов в эксплуатацию.
Значителен вклад коллектива экспериментального цеха в программу конверсии мощностей завода в начале 90- годов.
Цехом были изготовлены первые образцы установки очистки промышленных стоков «Факел», передающих УКВ-устройств «Плот», «Сура», радиоудлинителя «Рута», аппаратуры быстрой коммутации пакетов «Мультипак», холодильного оборудования — «Мини-бара» для офисов и холодильного шкафа для напитков. Изготовление магниторезонансного томографа и ультразвукового диагностического сканера (эхотомоскопа) потребовало освоения ряда специфических технологий и дооснащения цеха новым оборудованием.
Обладая значительными технологическими возможностями и персоналом высокой квалификации, Экспериментальный цех внёс значительный вклад в разработку и внедрение в цехах основного производства завода новых технологий изготовления и испытаний радиолокационной техники.
Цех активно участвовал в производственно-технологической кооперации с опытными производствами ведущих научно-исследовательских институтов ЦНПО «Вымпел» и предприятий отрасли — ОКТБ, РТИ, НИИРП, НИИДАР, КМЗ и др.
Численность персонала Экспериментального цеха изменялась по мере необходимости. В период освоения аппаратуры РЛС «Днестр» и передающих комплексов РЛС «Енисей-Тобол» в цехе работало более 1500 человек. По завершении этих работ часть персонала была переведена в основное производство завода, где было сформировано два механосборочных цеха.
В цехе трудились высококвалифицированные специалисты и организаторы производства. Многие выходцы из Экспериментального цеха продолжали успешно работать на Днепромаше и других предприятиях отрасли. Острейковский В. А. возглавил подготовку производства на ДМЗ в должности заместителем главного инженера, Пика Ю. Г., заместителем главного инженера, Главным метрологом ДМЗ, Трофимов А. Г., начальником производства завода «Искра» (Запорожье), Филиппов Ю. С., директором радиозавода (Кировоград), Шумилин В. А., директором Южного радиозавода (Желтые Воды), Костржицкий В. К., главным инженером ДМЗ.
В различное время Экспериментальный цех возглавляли Баканин А. А., Константинов Б. Н., Острейковский В. А., Палий А. Ф. В течение более тридцати лет экспериментальным цехом успешно руководил Владимир Александрович Барабанов.
К концу 80-х годов на предприятиях ПО ДМЗ были созданы и эффективно использовались интеллектуальные и производственные мощности в области оригинальных технологий радиоприборостроения, структурированные под выпуск радиоэлектронной аппаратуры 3-го и 4-го поколений РЛС Систем РКО.
Распад Союза, прекращение взаимодействия с ЦНПО «Вымпел» и Генеральным заказчиком поставили перед заводом задачу полной конверсии технологических активов под производство продукции иного применения, для изготовления которой структура мощностей (трудоемкость по видам работ) была бы максимально приближенной к имеющимся возможностям.
Необходимость полной смены всего состава производимой продукции стала для завода серьёзнейшим испытанием на выживаемость, испытанием коллектива на зрелость.
За короткий срок требовалось определить виды продукции, которые востребованы современным обществом, имели экспортную перспективу и, в то же время, максимально соответствовали технологическим возможностям производства.
По каждому из выбранных продуктов надлежало провести разработку документации в рамках НИОКР и подготовить её к серийному производству. Разработка конструкторской документации, изготовление опытных образцов и проведение всех видов испытаний требовали значительных финансовых средств.
В начале 90-х в КБ были развернуты работы в новых направлениях научно-производственной деятельности:
Были сформированы основные направления работ по созданию нетрадиционных видов продукции:
— оборудования, установок очистки водных сред на базе технологии низкотемпературной неравновесной плазмы;
— приборов доочистки питьевой воды от болезнетворных бактерий и загрязняющих ПАВ;
— изделий сложной медицинской техники;
— комплекса АСУ уличным движением и светофоры (дорожный и пешеходный) со светильниками авторегулируемой яркости;
— СВЧ-оборудование промышленного применения;
— новых видов холодильной техники;
— оборудования переработки мяса и изготовления колбасных изделий;
— оборудования выпечки хлебопродуктов;
— новых видов бытовой аудиотехники;
— экономичных видов бытовых и промышленных осветительных приборов;
— оборудования ветроэнергетических агрегатов;
— приборов учёта электроэнергии и пожарной сигнализации;
— аппаратуры спутникового телеприема.
Одним из ключевых направлений было продолжение работ по расширению функций коммутационной системы С-32 и разработка средств передачи данных.
Для обеспечения финансирования разработки конструкторской документации и подготовки производства заводом с участием КБ были разработаны и утверждены государственные «Программы» конверсии по видам техники. По ряду из них — средствам связи, сложной медицинской технике, оборудованию очистки водных стоков, бытовой технике КБ ДМЗ было определено головной организацией по отрасли. По существу, положения этих «Программ» начали действовать до их утверждения. Была начата модернизация холодильника, запущен в производство морозильник. Завод расширил производство аудиотехники, был начат выпуск оборудования очистки стоков химических производств. Широко развернуто производство телекоммуникационной аппаратуры — ЭАТС-ЦА С-32, АТС «Рута», радиорелейных станций.
К разработкам по новым направлениям техники были привлечены ведущие научные организации, с которыми заключены договора по научно-техническому сотрудничеству. С ЦНИИС и КНИИС — системы цифровой связи, радио и ТВ-вещание; с Центральным госпиталем ВВС — сложная медицинская техника; с ДХТИ — очистка промышленных стоков и доочистка питьевой воды; с Киевским институтом радиационной медицины — метрологическое обеспечение результатов испытаний.
В течение короткого времени была разработана конструкторская документация на:
Средства связи и вещания:
1. Узловая цифровая телефонная станция ЭВИ С-32;
2. Сельская телефонная станция СЭАТС-ЦА;
3. Сервисная аппаратура УСТАКС, УСМОД Системы С-32;
4. Аппаратура быстрой коммутации пакетов (Мультипак);
5. 8-канальный радиоудлинитель «Рута» (400МГц) ;
6. УКВ-передатчик мощностью 4 кВт «Плот»;
7. УКВ-передатчик мощностью 1 кВт «Сура»;
8. ТВ-передатчик мощностью 1 кВт;
9. Установки системы приема спутникового ТВ;

Изделия бытовой техники:
1. Морозильник «Днепр-111» МКШ-150;
2. Мини-бар для офисов (25 л);
3. Торговый холодильный шкаф для прохладительных напитков;
4. СВЧ — печь «Днепрянка», 3 модификации;

Оборудование медицинской диагностики и приборы медицинской техники:
1. Ингалятор ультразвуковой;
2. Электрокардиостимулятор;
3. Томограф магниторезонансный «Днепр»;
4. Эхотомоскоп;
5. СВЧ-скальпель для операций на органах с обильным кровотечением;

Аудио аппаратуры:
1. Магнитофон приставка «Орель-103 стерео»;
2. Магнитофон приставка «Орель-203 стерео;

Устройства очистки:
1. Установка очистки промстоков „Факел“;
2. Установки доочистки питьевой воды „Аквас“, Атмос»;

В сентябре 1995 года завод посетил Президент Украины Л. Д. Кучма. Программа визита включала демонстрацию техники, которую уже производил завод, а также доклады по каждой из ключевых тем конверсии:
— разработка и внедрение средств интегрированной цифровой системы С-32 — главный инженер объединения Костржицкий В. К.;
— оборудование, технологии и приборы очистки вод — главный конструктор Заика А. Б.;
— оборудование медицинской диагностики и приборы медицинской техники — начальник НИО КБ Быстров Н. И.;
— использование СВЧ-техники в промышленных целях — главный конструктор направления Писаренко Г. Ю.;
— приборы учёта электроэнергии и пожарной сигнализации — директор Южного радиозавода Недзелский В. Е.;
— радиоудлинители (малые радиорелейки) для ЭАТС-ЦА — главный инженер КБ Яременко В. А.;
— новые товары народного потребления — главный конструктор направления Хазанов А. А.;
— оборудование мясопереработки и хлебопекарен — главный конструктор Гарус В. Н.,
— новые осветительные приборы и аппаратура спутникового телеприема — директор «Миэлкома» Черненко М. А.;
— оборудование ветроэнергетических агрегатов — заместитель главного инженера завода Мирошников В. В.;
В составе делегации были Премьер-министр Лазаренко П. И., глава Национального банка Украины Ющенко В. А., Президент Союза промышленников и предпринимателей Кинах А. К., министры — экономики, финансов, промышленной политики и связи, а также руководители Днепропетровской области и города Днепропетровска.
Президента сопровождали его вчерашние коллеги, руководители соседнего предприятия — генеральный директор Южного машиностроительного завода Алексеев Ю. С. и генеральный конструктор КБ «Южное» Конюхов С. Н.
Президент дал высокую оценку работы ПО ДМЗ по конверсии мощностей завода под выпуск нужной стране техники. Особый интерес вызвала продукция связи, установки очистки промышленных стоков, разнообразное оборудование мясопереработки и выпечки хлеба, аппаратура генерации и приборы учёта электроэнергии и новые товары народного потребления, как продукты, отвечающие насущным потребностям времени.
В процессе осмотра экспозиции состоялось обсуждение вновь созданных видов продукции, её актуальность на рынках.
Несмотря на новизну и коммерческую привлекательность предложенной заводом продукции украинский рынок оказался неспособным принять многие из предложенных видов отечественной продукции.
В дальнейшем эти направления деятельности Конструкторского бюро ожидаемого развития не получили.
Особым периодом в истории КБ является масштабная работа по созданию первой в истории отечественной связи цифровой электронной телефонной станции с цифровыми телефонными аппаратами ЭАТС-ЦА системы С-32, и дальнейшем развитии этого направления — самостоятельной разработке цифровой системы коммутации ЦСК «Днепр», выдвинувшей КБ «Днепровское» в ряд ведущих разработчиков телекоммуникационных средств связи на постсоветском пространстве.
Немного истории.
1. Завершение изготовления радиоэлектронных средств РЛС второго поколения (РЛС «Дарьял» и его модификации) высвободило часть производственных мощностей ДМЗ, которые не могли быть использованы для изготовления технических средств РЛС следующего поколения. Загрузка высвобожденных мощностей требовала продукта, имеющего подобную структуру трудоемкости, сравнимые технико-экономические показатели и высокую повторяемость в производстве.
2. В середине 80-х годов руководство СССР поставило перед Министерством связи СССР задачу увеличения в два раза емкость сети электросвязи (17 млн абонентов, 1985 г.). 12 ноября 1987 года министр связи СССР В. А. Шамшин своим приказом № 600 открыл НИОКР по созданию цифровой АТС с доведением цифрового потока 32 кбит/с до абонента, поддержав инициативу ЦНИИС. Результаты НИР по теме «ЦИФРА» дали положительные результат, была продемонстрирована возможность экономии до 50 % станционного оборудования и уменьшение до 10 раз кабельной продукции. Расчетная стоимость одного абонентского порта цифровой АТС составляла $50-100 при стоимости внедрения оборудования связи зарубежных фирм $1000-1500 за абонентский порт.
Это позволяло решить задачу резкого повышения уровня телефонизации населения в стране в течение 5-7 лет.
3. Этим приказом комплекс работ по созданию технических средств ЭАТС и цифровых телефонных аппаратов системы С-32 были разделены между четырьмя организациями:
- ЦНИИС — головной институт министерства связи СССР, разработчик архитектуры и схемотехники ЭАТС-ЦА;
- КБ «Днепровское» — головной разработчик конструкторской и технологической документации ЭАТС-ЦА для серийного производства;
- Днепровский машиностроительный завод — производство оборудования ЭАТС-ЦА и внедрение на сетях связи. Создание мощностей для производства 3 млн портов в год;
- Витебское областное управление связи (Белоруссия) — организация опытной зоны и проведение опытной эксплуатации.

Специалисты КБ, владея в совершенстве передовыми технологиями разработки цифровой и аналоговой РЭА — системным подходом и методиками автоматизированного проектирования в короткий срок провели разработку конструкторской документации на базовый состав ЭАТС-ЦА.
Разработка была осуществлена в полном соответствии с рекомендациями Международного Союза электросвязи (МСЭ-Т) и Техническим заданием, утвержденным Администрациями связи Российской Федерации, Украины и Республики Беларусь. Несколько позже была разработана документация на модули оборудования сопряжения (МОС) ЭАТС-ЦА со всем видами архаичных встречных АТС, составлявших основу телефонной сети общего пользования (ТФОП) страны.
Это позволило Днепровскому машзаводу изготовить и поставить в 1991 г. на опытную зону (Витебск, РБ) сначала первый образец (три тысячи номеров) и провести предварительные (заводские) испытания. Затем поставить оборудование емкостью шесть тысяч номеров (1992 г.) и провести линейные и Государственные испытания в процессе опытной эксплуатации (1993 г.). В январе 1994 г. Межгосударственной комиссии (РФ, Украина, РБ) был предъявлен опытный образец ЭАТС-ЦА емкостью 10 тыс. номеров. В процессе работы отмечено, что ОКР выполнена на хорошем научно-техническом уровне и предложенные решения отвечают ТЗ на НИОКР, Рекомендациям МСЭ-Т и Государственным стандартам. Комиссия рекомендовала завершить опытную эксплуатацию в срок, установленный программой испытаний. По результатам испытаний была проведена корректировка конструкторской, системной и программной документации и начато производство установочной серии.
Разработка документации на пользовательские терминалы — цифровые телефонные аппараты и модемы осуществлена совместными усилиями КБ «Днепровское» и фирмой МИТЕЛ, впоследствии производителем терминалов различного назначения.
В 1995 году ЭАТС-ЦА прошла сертификацию в Украине и в 1997 г. в Республике Беларусь.
На ТФОП Украины установлено более 500 тысяч номеров ЭАТС-ЦА различной конфигурации, РБ — 30 тысяч номеров.
Общий объём реализации оборудования ЭАТС-ЦА на сетях связи Украины составил 342 млн грн. ($67,7 млн.)
Полученный экономический и социальный эффект от реализации комплекса научно-исследовательских, проектно-конструкторских и производственных работ по созданию и внедрению модернизированной цифровой городской концевой ЭАТС-ЦА системы С-32" на телефонных сетях общего пользования Украины был высоко оценен государством и в 2000 году отмечен Государственной премией Украины в области науки и техники.
Лауреатами почетной премии стали Быстров Николай Иванович, руководитель научно-производственного центра «Новые информационные технологии и коммуникации», разработчик документации и Яременко Валентин Александрович, заместитель Главного конструктора проекта «Система С-32», главный инженер КБ (1975—1998 г.г.).
Ведущие специалисты-разработчики конструкторской документации и технических средств контроля ЭАТС-ЦА системы С-32: Милых М. М., Фандеев А. Ф., Накцев О. М., Кожин И. А., Глушак Н. Н., Гапон А. М., Коркострига В. Ф., Суханов Н. А., Ильяшенко Е. Ф., Демичев Г. Ф., Лукьянов Е. К., Неруш К. А., Макаревич В. Р., Миц В. П., Данич В. В., Елисеев Л. М., Острась В. А., Кругляков Ю. Н., Делов А. А., Дьяченко О. В., Чайкин Ю. С., Дергачев Г. А., Стюрко А. И., Гаркавенко В. В., Зуев А. А., Фрез В. Л., Москаленко Н. И.
В приведенных ниже источниках предоставлена возможность ознакомления с истоками создания средств цифровой телефонии в СССР — поиска решения проблем телефонизации в 80-е годы и научно-техническими аспектами применения цифровых средств инфокоммуникаций, изложенными в статьях Министра связи СССР Шамшина В. А. (1980—1989) и профессора Варакина Л. Е.
Здесь же предоставлены авторские материалами по разработке документации на первую в истории страны цифровую автоматическую телефонную станцию с цифровыми терминалами, результатами внедрения и эксплуатации этих ЭАТС на телефонных сетях общего пользования, а также высоком экономическом эффекте, полученном от их внедрения.
Дальнейшее совершенствование ИЦС-32 связано с обострением конкуренции на рынке связи Украины, что послужило толчком к принятию решения — на основе архитектуры С-32 создать новую цифровую АТС со скоростью цифрового потока 64 кбит/сек.
Имея уникальный опыт разработки и внедрения средств системы С-32 и отработанные технологии автоматизированного проектирования научно-производственным центром НИТК (Быстров Н. И.) была развернут НИОКР по разработке цифровой системы коммутации «ДНІПРО». В течение менее двух лет был осуществлен выпуск конструкторской документации и обеспечена разработка программного обеспечения на комплекс технических средств ЦСК:
- Опорно-транзитную ЭАТС;
- Сельскую и малую ЭАТС;
- Маломерную ЭАТС «Сура»;
- ЭАТС «Кильчень»;
- Защищенную ЭАТС «Бастион»;
- Источники питания.

Цифровая система коммутации «ДНІПРО» предназначалась для использования в качестве территориально разделенного комплекса единых аппаратно-программных средств, отдельных цифровых АТС и узлов связи различного назначения, способных взаимодействовать с цифровыми и аналоговыми станциями других систем на телефонной сети общего пользования, ведомственных (корпоративных) сетях и обеспечивать доступ к пакетным сетям. Станции системы «ДНІПРО» — это совокупность аппаратных и программных технических средств цифровых АТС, имеющих отечественный программный продукт и используемых для построения экономичных интегральных цифровых сетей связи.
Главный конструктор разработки Кожин Игорь Аркадьевич, к.т. н., академик МАС, научный руководитель — Милых Михаил Макарович, к.т. н., академик МАС.
Ведущие разработчики технических средств, ПО и системной документации АТС ЦСК "«ДНІПРО»: Быстров Н. И., Фандеев А. А., Мальчик А. Ф., Чуприна А. А., Согина Н. Н., Каляка А. Ф., Тимченко И. В., Сегеда Ю. Ф., Логинов Е. Е., Емельянов С. М., Малик С. Г., Кокшанов В. Н., Чайкин Ю. С., Коршун В. Н., Штык И. Б., Бондаренко В. И., Вихарев В. И., Шишацкая Г. Е., Блесков С. Л. Шрам А. А., Самойлов А. В., Волошина З. М., Таран Е. П.
```
 Организатор НИОКР и производитель технических средств АТС ЦСК «ДНІПРО» - Днепровский машиностроительный завод (Филькин М.П., Гарус В.Н.). Монтаж и наладка ЭАТС-ЦА и комплексов АТС ЦСК осуществлялись аффилированной ДМЗ фирмой «МОНТЕКС» (Ладьюков В.А., Степаненко И.Игн., Стороженко В.А., Коваль Н.Ф., Грицай В.Д., Однорал В.И., Лымаренко С.П., Чупров А.А., Третьяк Н.А., Степаненко И.И., Степаненко О.В.). 
    На телефонных сетях общего пользования Украины установлено АТС ЦСК «ДНІПРО» различных модификаций общей емкостью более 1 млн. абонентов, изготовленных Днепровским машиностроительным заводом.
```

Введенная в строй ОПТС-3 г. Днепропетровска емкостью свыше 89 тыс. номеров является самой большой цифровой телефонной станцией в Украине. Управление конечными АТС, введенными в действие цифровыми телефонными сетями ряда сельских административных районов, осуществляется из центральной районной станции с помощью сигнализации ОКС-7. Наибольшая сеть Винницкого района состоит из 35 станций.
Источники
```
  1. Варакин Л.Е. Телефонизация, телекомпьютеризация и система С-32. М. Электросвязь. 1996г №1
  2. Яременко В.А., Мотягин О.П., Быстров Н.И. Использование САПР при разработке, изготовлении и настройке электронного модуля 1-го уровня оборудования ЭАТС-ЦА. М. Электросвязь 1996 г. №2.
  3. Яременко В.А., Мотягин О.П., Чайкин Ю.С. Создание конструктива и разработка конструкторской документации ЭАТС системы С-32., М. Электросвязь 1996 г. №2.
   4.Быстров Н.И., Коркострига В.Ф., Филимонов А.А. Аппаратно-программная реализация проверки и диагностики цифровых ТЭЗ оборудования системы С-32. М. Электросвязь 1996 г. №2.
   5. Богданова Г.А.., Минин Ю.Д. и др. Обеспечение эксплуатационной надежности оборудования системы С-32. М. Электросвязь 1996 г. №2.
   6. Костржицкий В.К. ПО «Днепровский машиностроительный завод» – изготовитель ЭАТС-ЦА. М. М. Электросвязь. 1996 г №1.
   7. Варакин Л.Е. Абугов Г.П., Беляк В.Б. и др. Система С-32. Техническое описание и первые результаты испытаний. Электросвязь. 1996 г №1
  8.Ивлев А.В. Экономические и организационные аспекты построения интегральной цифровой сети на базе ЭАТС-ЦА. М. Электросвязь. 1996 г №1.
  9. Кутузов М.С., Приказчиков В.В., Хведонцевич В.Ф. Опыт эксплуатации ЭАТС-ЦА в Витебске. М. Электросвязь. 1996 г №1.
   10. Кожин И.А., Костржицкий В.К., Милых М.М., Мирошников В.В., Филькин М.П.   Цифровые телефонные станции системы С-32. Некоторые итоги внедрения и перспективы развития. Труды IV Международной научно-технической конференции «НТК-Телеком 99»,  Одесса, 1999 г.
   11. Кожин И.А., Милых М.М., Мирошников В.В., Филькин М.П.  Цифровые телефонные станции «ДНІПРО», внедрение на замену устаревших декадно-шаговых и координатных АТС. Сборник докладов  VI   МНТК «Телеком-2003», (Часть 1), Одесса, 2003 г.
   12. Кожин И.А., Милых М.М., Мирошников В.В., Филькин М.П. Модернизация телефонной сети сельского административного района на базе станций «ДНІПРО». Вестник УДЭНТЗ-2003, №3, Киев..
   13. Милых М.М., Тимченко И.В., Многоканальные частотные приемники, реализация на цифровых сигнальных процессорах.  Вестник УДЭНТЗ- 2005 , №2, Киев.
```

## Проекты созданные с участием КБ «Днепровское»
- Система противоракетной обороны (ПРО);
- Система противокосмической обороны (ПКО);
- Система предупреждения о ракетном нападении (СПРН);
- Система контроля космического пространства (СККП);
- Линейные ускорители элементарных частиц «Московская мезонная фабрика», «Хризантема».
- Зенитно-ракетные комплексы (ЗРК) ПВО С-25, С-75, С-125, С-200;
- Цифровая коммутационная система С-32 (ЭАТС-ЦА);
- Цифровая система коммутации (ЦСК) «Днепр».

## Награды
- За успехи в создании технических средств уникальных оборонительных систем 456 тружеников Конструкторского бюро награждены правительственными наградами СССР. Восемнадцати специалистам было присвоено звание «Почетный радист СССР», четырём — «Почетный связист Украины».
- 1973 г. Заключено Парижское мирное соглашение, по которому США признали свое поражение и осуществили вывод своих войск из Вьетнама. ЗРК С-75 «Десна» с комплексом «Дублер» внесли решающий вклад в успешную защиту воздушного пространства Вьетнама и завершение войны. Главный конструктор завода, руководитель КБ Симонов М. И. и главный конструктор «Дублера», заместитель главного инженера КБ Чернышев А. А. удостоены ордена «Трудового Красного Знамени» (1974 г.).
- 1984 г. За создание РЛС СПРН «Дарьял» Постановлением ЦК КПСС и СМ СССР от 03.05.1984 г. присуждена Государственная премия СССР Писаренко Г. Ю., начальнику НИКО-30.
- 2000 год — Государственная премия Украины в области науки и техники «за создание и внедрение современного телекоммуникационного оборудования на телефонных сетях общего пользования»[2]

## Руководители
- 1952—1974 — Симонов Михаил Иванович;
- 1974—1979 — Кутумов Вил Александрович, зам. гл. конструктора РЛС «Днепр»;
- 1979—1997 — Тарасенко Иван Антонович, академик МАС, зам. гл. конструктора РЛС «Дон-2НП», РЛС «Волга»:
- 1997—2011 — Мирошников Валерий Васильевич, академик МАС, к.т. н.;
- 2011—2012 — Кожин Игорь Аркадьевич, академик МАС, к.т.н;
- 2012—2019 — Нетак Борислав Борисович;
- 2019—н. в. — Быстров Николай Иванович, лауреат Государственной премии Украины в области науки и техники.